# Кор'єлл (округ, Техас)
Шаблон:StateAbbr_ 31°23′ пн. ш. 97°48′ зх. д. / 31.39° пн. ш. 97.8° зх. д.
Округ Кор'єлл (англ. Coryell County) — округ (графство) у штаті Техас, США. Ідентифікатор округу 48099.

## Історія
Округ утворений 1854 року.

## Демографія
За даними перепису 2000 року загальне населення округу становило 74978 осіб, зокрема міського населення було 61608, а сільського — 13370. Серед мешканців округу чоловіків було 38449, а жінок — 36529. В окрузі було 19950 домогосподарств, 15782 родин, які мешкали в 21776 будинках. Середній розмір родини становив 3,27.
Віковий розподіл населення поданий у таблиці:
| Стать    | До 15 років | 15-21 | 22-29 | 30-39 | 40-49 | 50-65 | 65-85 | Понад 85 |
| -------- | ----------- | ----- | ----- | ----- | ----- | ----- | ----- | -------- |
| Чоловіки | 8549        | 6708  | 7698  | 6618  | 4035  | 3082  | 1601  | 158      |
| Жінки    | 8338        | 3956  | 5708  | 7440  | 5012  | 3563  | 2166  | 346      |

## Суміжні округи
- Боскі — північ
- Макленнан — північний схід
- Белл — південний схід
- Лемпасас — південний захід
- Гамільтон — північний захід

## Виноски
1. ↑  U.S. Decennial Census. United States Census Bureau. Архів оригіналу за 26 квітня 2015. Процитовано 21 квітня 2015.
2. ↑  Texas Almanac: Population History of Counties from 1850–2010 (PDF). Texas Almanac. Архів оригіналу (PDF) за 26 лютого 2015. Процитовано 21 квітня 2015.
3. ↑  State & County QuickFacts. United States Census Bureau. Архів оригіналу за 9 липня 2011. Процитовано 9 грудня 2013.(англ.) Наведено за англійською вікіпедією.
4. ↑  American FactFinder. Бюро перепису населення США. Архів оригіналу за 29 липня 2011. Процитовано 31 січня 2008.

| США | Це незавершена стаття з географії США. Ви можете допомогти проєкту, виправивши або дописавши її. |